# Rönnskärsverken
Rönnskärsverken i Skelleftehamn i Skellefteå kommune er Sveriges eneste smelteværk til fremstilling af grundmetaller, og verdensledende indenfor genbrug af elektronikskrot. Smelteværket på Rönnskär blev påbegyndt opført 1928 af Boliden AB og stod færdigt i 1930.
Hovedproduktionen består af kobber, zinkklinker, bly og ædelmetaller med svovlsyre son biprodukt. På Rönnskär udvindes også metaller af elektronikskrot og andet sekundært materiale. Rönnskärsverkets årlige produktion udgøres af 130.000 tons kobber, 42.000 bly og 40.000 tons zinkklinker. Smelteværket benytter blandt andet kaldoprocessen for at smelte materiale.
I 2010 blev smelteværket udbygget for cirka 1,3 milliarder svenske kronor, hvilket gjorde det til verdensledende indenfor genbrug af elektronisk affald med en kapacitet på 120.000 tons elektronikskrot årligt.